# Tibracana gnoma
Tibracana gnoma är en fjärilsart som beskrevs av William Schaus 1906. Tibracana gnoma ingår i släktet Tibracana och familjen nattflyn. Inga underarter finns listade i Catalogue of Life.